# 520 West 28th Street
520 West 28th Street, noto semplicemente come 520 West 28th o anche come Zaha Hadid Building, è un edificio che si trova a New York City. Progettato dall'architetto Zaha Hadid, è stato il suo primo edificio residenziale a New York e uno dei suoi ultimi progetti prima della sua morte. L'edificio che si trova lungo la High Line, è stato costruito dal 2014 ed inaugurato giugno 2017. L'edificio è impostato per avere quattro gallerie d'arte situate al livello della strada. L'edificio ha anche una piattaforma di scultura con opere d'arte curate dalla Friends of the High Line.
L'edificio presenta finiture in acciaio inossidabile tagliate al laser che sono state saldate a Filadelfia. Molti degli appartamenti dispongono di balconi. L'edificio presenta motivi geometrici, una tipica firma di stile dell'archistar irachena.
L'edificio ha una pianta a forma di L e ha un attico duplex che è incassato dal resto dell'edificio. Gli interni dei vari appartamento sono stati progettati da Jennifer Post e West Chin.